# إنسمبل ستوديوز
إنسبل ستوديوس، (Ensemble Studios)، هي شركة تابعة لمايكروسوفت والتي قامت بتطوير عدة ألعاب حاسوب، بما فيها سلسلة أيج أوف إمبايرز (Age of Empires) الشهيرة وألعاب استراتيجية الوقت الحقيقي.

## الألعاب التي طورتها
| تاريخ الإصدار | العنوان                             | النوع                    |
| ------------- | ----------------------------------- | ------------------------ |
| 1997          | أيج أوف إمبايرز                     | استراتيجية الوقت الحقيقي |
| 1998          | أيج أوف إمبايرز: رايز أوف روم       | حزمة تطوير               |
| 1999          | أيج أوف إمبايرز: ذي أيج أوف كينغز   | استراتيجية الوقت الحقيقي |
| 2000          | أيج أوف إمبايرز 2: ذا كونكرز        | حزمة تطوير               |
| 2002          | أيج أوف ميثولوجي                    | استراتيجية الوقت الحقيقي |
| 2003          | أيج أوف ميثولوجي: ذا تايتنز         | حزمة تطوير               |
| 2005          | أيج أوف إمبايرز 3                   | استراتيجية الوقت الحقيقي |
| 2006          | أيج أوف إمبايرز 3: ذا وور شيفز      | حزمة تطوير               |
| 2007          | أيج أوف إمبايرز 3: ذي أيجن داينستيز | حزمة تطوير               |
| 2009          | هيلو وورز                           | استراتيجية الوقت الحقيقي |